# Peggy Hull
Peggy Hull (30 décembre 1889, Bennington, Kansas – 19 juin 1967) est une photographe américaine

## Biographie
Peggy Hull est la première femme correspondante de guerre de son pays.
Le cratère vénusien Hull a été nommé en son honneur.